# Can Granada
Can Granada és una masia del poble de Bigues, en el terme municipal de Bigues i Riells, a la comarca catalana del Vallès Oriental.
Es troba en el sector central del terme, al sud-oest del Rieral de Bigues. És a l'extrem sud-oriental de la urbanització de Font Granada, a migdia de la masia de Can Traver,
Tot i que roman abandonada, la seva planta basilical la fa una de les masies de més presència del terme.